# 绿洲乐队
綠洲合唱團（英語：Oasis）是1991年成立於曼徹斯特的英國搖滾樂團。樂團舊名「The Rain」，由連恩·蓋勒格（主唱／鈴鼓）、保羅·亞瑟斯（吉他）、保羅·麥克蓋根（貝斯吉他）與東尼·麥卡羅（鼓手／打擊）組成，連恩的哥哥諾爾·蓋勒格（主奏吉他／演唱）也隨後入團。截至2009年6月，綠洲合唱團在全球範圍內共坐擁超過七千萬的專輯銷售量。他們囊括8次英國冠軍單曲、7張英國冠軍專輯、15座NME音樂獎、9座Q音樂獎、4座MTV歐洲音樂大獎、6座全英音樂獎（包括2007年的傑出貢獻獎），以及BBC電台聽眾票選三十年最佳英國專輯。綠洲合唱團亦三度獲葛萊美獎提名。
在曼徹斯特的一次表演時，獨立音樂廠牌Creation Records的老闆Alan McGee相中了樂團，之後與他們簽下唱片合約。與Creation Records簽約后，1994年綠洲發行了他們首張專輯《絕對可能》，自此他們成為英式搖滾（Britpop）風潮的領導者。雖然之後他們最初的團員因為和樂隊內部不合而離團，但是綠洲仍於1995年發行了他們歷史銷售量達到1900萬張的暢銷專輯《(這是什麼故事)晨光榮耀》，並且和他們同期的樂隊布勒（Blur）成為競爭對手。蓋勒格兄弟經常登上英國小報的版面，而且被塑造成壞小子的形象，但是人們反而對樂團印象更加深刻。在他們名聲達到頂峰之際，綠洲的第三張專輯《全體集合》於1997年發行。此專輯勇奪英國排行榜冠軍與美國公告牌二百强专辑榜亞軍，並且也成為當時英國歷史銷售最快的專輯，發行第一天就銷售了42萬3千張拷貝，第一周即有69萬5千7百61張的專輯銷售量，在第二個禮拜更是突破百萬張。但是這張專輯卻招到嚴厲的評論，例如關於可卡因的內容在專輯中經常出現以及專輯過於冗長等等。但在歌迷支持下，他們仍能維持下去，并可以定期推出專輯及進行巡迴演唱。
當樂團在2000年錄製他們的第四張專輯《站在巨人的肩膀上》時，兩位創團成員（Paul "Guigsy" McGuigan和Paul "Bonehead" Arthurs）離開樂團。之後陸續增加兩位替代的成員甘姆‧阿契和安迪‧貝爾，樂團才勉強繼續下去。於2002年發行的第五張專輯《異類效應》是樂團首次與新成員一起製作的專輯，而且這張專輯也獲得了商業上的成功和樂迷們良好的回應認同。在這張專輯錄製結束之後，鼓手艾倫‧懷特（Alan White）也離開了綠洲樂隊，取而代之的是客席鼓手賽克‧史達（Zak Starkey）。樂團在此之後緊鑼密鼓的錄製並在2005年發行了他們的第六張專輯《真實的謊言》。這張專輯扳回了他們的聲勢，成為他們最近十年來銷售最好及最被認同的專輯。2006年，綠洲發行了他們首張精選專輯《搖滾盛世冠軍精選》，同樣也獲得眾人的矚目，尤其是英國當地在三個月內銷售量超過一百萬張。2007年7月，樂團開始在艾比路錄音室錄製他們的第七張專輯《灵魂解放》。這張專輯于2008年10月7日發行，亦是樂團迄今為止最後一張錄音室專輯。
在2009年8月一場法國巴黎的演出中，由於哥哥諾爾·蓋勒格與弟弟連恩·蓋勒格發生爭執，演出宣佈取消。而就在同時，諾爾·蓋勒格發表官方聲明，宣佈離隊。綠洲樂隊就此解散。諾爾·蓋勒格之後組建了新的團體諾爾蓋勒格的高飛小鳥，而連恩·蓋勒格也帶領綠洲樂隊剩下的團員組建了新的團體——泡泡眼樂隊。
2024年8月27日，綠洲樂隊正式宣佈重組。

## 綠洲記事

### 成立樂隊與最初的第一年(1991-1994)
綠洲最初是以一個名為「The Rain」的樂團開始起步，樂團的成員包括吉他手保羅‧亞瑟斯，貝斯手保羅‧麥克蓋根，鼓手東尼‧麥卡羅和主唱克理斯‧赫頓（Chris Hutton）組成。由於樂團不滿意主唱赫頓的聲音，亞瑟斯試聽了連恩·蓋勒格的歌聲之後，作了替換主唱的決定。之後連恩的哥哥諾爾·蓋勒格也加入了這個團隊，並且將團名改為《綠洲》（Oasis），靈感來自於掛在兩兄弟房間的Inspiral Carpets演唱會海報。
綠洲第一次的現場演出在1991年的8月於曼徹斯特的Boardwalk俱樂部。諾爾‧蓋勒格那時是Inspiral Carpets樂團的道具管理員，他跟隨著樂隊去看了他弟弟連恩的樂隊演出。當時蓋勒格和他的朋友根本不相信綠洲會吸引大家目光，他覺得如果想要成功，這個樂隊唯一的出路就是嘗試他寫了一年多的歌曲。諾爾和成員商討是否要加入他們，但他提出一個先決條件，就是他必須成為這個樂團唯一的作曲者和領導者，同時他們也要承諾繼續熱忱的追求成功。「他有非常多的東西可以寫出來」，亞瑟斯回想說道。「那時他剛走進來，我們樂團正為了四段旋律在大吵。突然之間，諾爾就說出了有關那些旋律很多很棒的想法。」綠洲在諾爾的改造之下，他們的音樂技巧更趨向簡潔明瞭：吉他手亞瑟斯和貝斯手麥克蓋根分別被限制彈奏簡單的曲調，而鼓手麥卡羅則敲擊基本的節奏，樂團裡的揚聲器則不停的播放直到播出來的聲音扭曲。
經過累積一年的現場演出和排練之後，花了許多時間進行錄製一個完整的宣傳帶。1993年5月樂團的機會降臨，Creation唱片公司的老闆Alan McGee發現了他們。綠洲被邀請在蘇格蘭格拉斯哥的KingTuts俱樂部表演一場小型演奏，有個名稱叫做Sister Lovers的樂團願意分享他們的排練室給綠洲們使用。之後綠洲和一群朋友設法湊到一些錢租了一台貨車，並且搭乘它前往路程6小時的格拉斯哥。當他們抵達的時候，他們卻被俱樂部阻擋於門外，因為在俱樂部他們的夜間場次列表中沒有綠洲的名字，根據消息，綠洲氣憤不過還威脅俱樂部如果不讓他們上去表演就要到處搗亂 （雖然綠洲和唱片公司老闆Alan McGee本人對於當晚的說法有些矛盾）。綠洲最後得到演出的機會，並且在當晚演奏之後給了在當場觀看自己的樂團18 Wheeler的唱片公司老闆McGee非常深刻的印象。過了幾天，McGee對綠洲的印象實在太深刻了，所以在表演結束四天之後迅速簽下他們。由於美國方面契約的問題，綠洲最終與新力（SONY）簽下一份世界性的合約，並且由Creation公司得到許可在英國負責綠洲的唱片事宜。
他們在1994年4月發行第1首單曲"Supersonic"，在排行榜排名31名。接著發行的單曲"Shakermaker"被指控抄襲，為此綠洲付出50萬澳元的賠償。第3首單曲"Live Forever"成為綠洲第一首進入排行榜前10名的單曲。同年9月，發行了首張專輯《絕對可能》（Definitely Maybe），攻佔排行榜第1名，也是英國史上銷售最快的初登場專輯。
然而放蕩不羈的工作態度，讓樂團付出了代價。1994年9月的洛杉磯演唱會上，沈迷在藥物的Liam，做出許多脫序行為，更嚴重的是，他拿鈴鼓冒犯了Noel。此舉讓Noel大為惱火，一氣之下退出樂團飛到舊金山（在那裡創作了Talk tonight）。而後Noel被說服回到樂隊，跟Liam言歸於好，繼續他們的巡迴演出。隨後在聖誕節發行的EP"Whatever"，大舉進佔排行榜第3名。然而這首歌被作曲者Neil Innes控訴抄襲，同樣地綠洲付出鉅額的賠償。

### 英搖輝煌年代與名聲達到頂峰 (1994-1996)
在95年4月發行的單曲"Some Might Say"是綠洲的第1首冠軍單曲，在此同時，綠洲宣佈鼓手Tony McCarroll離開的消息，改由倫敦人Alan White取代。
說到Brit-Pop，就不能不說起那場世人皆曉的Oasis 「綠洲」對Blur之戰。《Supersonic》專輯發行後不久，Blur的《Parklife》也正式發行，這也是這場英倫內戰的導火線。Creation唱片公司的老闆Alan McGee說，「Blur當時已經是一支很棒的樂團了，他們一直走在我們前面，因此想要超過他們就需要足夠的運氣，但Oasis 『綠洲』一直不缺乏運氣，《Supersonic》真的超過了《Parklife》，成為排行榜的冠軍」！
樂團間的競爭十分正常，但競爭不傷和氣更顯重要。戴蒙·亚邦(模糊乐队主唱）作為Alan McGee的朋友被邀請參加慶祝《Supersonic》成為銷量榜第一的派對，他很大度地出席了，結果，當時20歲的Liam在席間對著Damon做著鬼臉：「Na Na Na......我們是第一，可惜你不是」。這真的惹惱了Damon，派對結束後Damon惡狠狠對朋友說，我一定要給Liam好好上一課。於是Blur孤注一擲地提前了單曲《Country House》的發行時間，給予還在慶祝中的Oasis 「綠洲」一個沉重的還擊。這件事被惟恐天下不亂的媒體捕風捉影，誇大為Oasis 「綠洲」與Blur的一場爭奪Brit- Pop旗手之戰，甚至被引申為「綠洲」所代表的工人階級與Blur所代表的知識分子之間的一場戰爭。「實際上沒什麼好爭的，我們是搖滾樂，他們是流行歌曲」。Alan McGee如是說。
1995年，Brit-Pop已經成為最流行的音樂詞組，「綠洲」與Blur的戰爭還在繼續，雖然《Country House》贏得了與《Roll With It》的單曲對抗，但在接下來的專輯對陣中，Blur被Oasis 「綠洲」重創，因為那一年，(What's The Story) Morning Glory?誕生了。這張專輯注定成為驚世駭俗的作品。因為它包括了《Wonderwall》、《Don't Look Back In Anger》、《Champagne Supernova》等眾多日後的Oasis 「綠洲」超級金曲。唱片出爐後連續數週霸佔英國專輯銷量排行榜的龍頭位置，就連在英國樂團總是不吃香的美國，他們也登上了銷量排行的第四位，至今全球總銷量超過2千萬張，這個數字還在不斷增長。

### 全體集合與樂隊成員變換 (1997-2000)
綠洲在96年末著手第3張專輯的錄音工作，錄音期間兄弟倆的爭執不合跟沉溺於藥物的惡習，使得錄音進行非常不順利。Be Here Now(全體集合)在97年8月發行，一發行便造成熱銷，並且馬上登上美國Billboard的亞軍寶座。雖然一發行熱銷，但整張專輯的銷量不如唱片公司一開始預期的，並且這張專輯被批評長度太長﹑太吵跟生產過剩。
到了這個時候，Brit-Pop已經不如以往意氣風發,第3張專輯不符合大家的胃口跟期望。在98年Oasis 「綠洲」發行了專輯《Masterplan》其中的《Acquiesce》同樣成為永恆的經典，在演唱會上看到這兄弟倆唱「Cause we need each other, we believe in one another」時，也似乎是Liam和Noel最顯兄弟情誼的時刻了。〝專輯有許多有創意的東西是Be Here Now所沒有的〞Noel在2008年的訪談中如此評論《Masterplan》。
在99年春天，樂團開始了他們第4張專輯的籌備工作。在年中，樂團創團元老"Bonehead" Arthurs離開了綠洲，據說Bonehead的離去是因為Noel為了樂團有更好的表現，在錄音期間禁止酒精跟毒品，為此它們之間有著很大的隔閡。繼Bonehead後貝斯手Paul McGuigan也離開了樂隊。
樂團為了繼續專輯的錄製，找來了前Heavy Stereo的吉他手Colin "Gem" Archer和前Ride 和 Hurricane#1的吉他手來充當它們的貝斯手。
99年12月，因為Creation倒閉，綠洲成立了自己的公司Big Brother負責發行綠洲在英格蘭跟愛爾蘭的專輯發售。
綠洲在2000年2月發行他們的第4張專輯《Standing on the Shoulder of Giants》，專輯中的Go Let It Out", "Who Feels Love?" 和"Sunday Morning Call"都在排行榜前5位。在創團元老相繼離開後，綠洲嘗試了許多新奇的改變，這張專輯同時也是第1張專輯裡有收錄Liam的創作歌曲"Little James"。專輯呈現實驗性和迷幻性的元素，是以前所沒有的，然而市場反應冷淡，截至目前，《Standing on the Shoulder of Giants》是綠洲消量最差的專輯。
為了錄製現場演唱會專輯，綠洲展開了全球巡迴演唱會。巡迴途中，鼓手Alan White手肘受傷，為此取消了巴薩隆納的演出。團員們偷閒跑去喝酒放縱狂歡，在酒精的影響下，Liam在席間的一番貶低Noel前妻和嘲笑Noel女兒不是他生的玩笑話，導致兄弟兩大打出手。為此，Noel負氣宣布退出接下來的巡迴演唱，一直到了樂團巡迴到英格蘭才歸隊。同年發行了現場演出記錄《Familiar to Millions》專輯。

### 綠洲過渡期 (2001-2004)

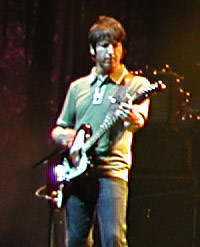
在綠洲演唱會表演中的吉他手甘姆·阿契。

2002年7月，綠洲推出了第5張專輯《Heathen Chemistry異類效應》，這是新成員加入後的第1張。專輯中的"The Hindu Times", "Stop Crying Your Heart Out", "Little by Little/She Is Love"和 Liam寫的"Songbird都名列排行榜上。專輯承襲了上一張的實驗精神，但伴隨者更原始的伴奏，而且並在專輯創作分工上取得不同以往的平衡。
新專輯的發行之後，樂隊開始了再一次全球巡演，然而此次巡迴卻充滿了事故。在2002年夏末，樂隊的巡迴演出到了美國，Noel, Bell 和客座鍵盤手Jay Darlington在Indianapolis發生車禍。雖然沒人在意外中受傷，但樂團仍然取消了多場演出。2002年12月，在德國的巡迴中Liam Gallagher, Alan White和另外三名樂隊的隨行人員在慕尼黑的酒吧喝酒鬧事被捕，檢驗報告指出每人均飲酒過量而且Liam有吸食古柯鹼的反應，為此Liam失去他的兩顆門牙和腳踢一名警官的肋骨，並得到一張4萬元英鎊的罰款。2003年4月樂團終於完成了他們多災多難的巡迴演出。
綠洲在2003年12月開始著手他們的第6張專輯，此張專輯原先預定為04年9月推出以紀念《Definitely Maybe》發行10週年。然而，樂團長期的鼓手Alan White在04年1月離開樂團。鼓手的空缺由The Who的鼓手Zak Starkey他同時也是傳奇樂隊The Beatles的Ringo Starr的兒子暫時代替。

### 綠洲盛世回歸 (2005-2009)

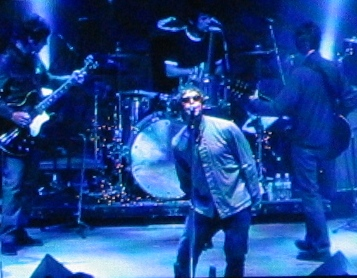
2005年九月於山景城，綠洲演唱歌曲。

經過多次動盪，該樂隊的第六張專輯終於在洛杉磯開始錄製，Noel決定不再堅持，改由製作人Dave Sardy主導專輯的走向和定位。在經過3年大大小小的開會和討論後，在淘汰許多作品後，終於在2005年發行最新專輯《Don't Believe the Truth真實謊言》，跟上一張一樣專輯的製作採分工合作，非以往都由Noel操刀。這張專輯被樂迷和評論譽為是繼Morning Glory 後綠洲的最佳專輯，其中的單曲"Lyla"和"The Importance of Being Idle"以及"Let There Be Love"都大放異彩，這張專輯也追隨前5張專輯佔據排行榜首位。
2006年，綠洲發行了他們首張精選專輯《搖滾盛世冠軍精選》（Stop the Clocks），同樣也獲得眾人的矚目，尤其是英國當地在三個月內銷售超過一百萬張。2007年2 月，綠洲獲得全英音樂獎（BRIT Award）對音樂界傑出的貢獻。2007年7月，綠洲開始在有名的Abbey Road錄音室進行他們第七張專輯的錄製，2008年5月，鼓手Zak Starkey離開了樂隊，並找來羅比威廉斯的前鼓手 Chris Sharrock替代，於2008年10月7日發行了全新專輯《靈魂解放》（Dig Out Your Soul）。
專輯一發行，一如往常地拿下冠軍，綠洲意氣風發宣佈了一次為期18月的全球巡迴演唱會。對於未來的巡迴，Noel有著一番令人矛盾的發言。在一次訪談中，Noel說他渴望樂隊成員去作自己喜歡的，然後去看看4合1出來的結果，這將是多麼令人興奮。然而專輯上市3週後，Noel又說他已開始創作接下來的專輯，且完全不同於Dig Out Your Soul的感覺，雖然沒給任何時間表，他也說他正計畫他的個人專輯，希望宜早不宜遲。

#### 绿洲中国大陆巡演取消事件
2009年，绿洲正值最后一张专辑《灵魂解放》 (Dig Out Your Soul) 的巡演，此次巡演也预定了四月初在北京和上海举办。然而，二月初主办方证实绿洲中国大陆巡演全部取消，并开始筹划退票服务，一时间让已购票的乐迷们失望不已。主办方并没有具体解释取消的原因，只表示“没什么原因”。
绿洲乐队随后在乐队官网发布声明，称取消原因是诺尔曾于1997年在纽约自由西藏演唱会上演出。绿洲对于取消巡演相当失望，并希望能来为中国乐迷进行表演。乐队巡演其他地区的演出将按原定计划举行，其中包括在香港的演出。
因绿洲东亚巡演在中国大陆的两站演出悉数取消，行程安排改为台北和新加坡取代，其中台北的演唱会为乐队首次赴台表演。
3月3日，中国外交部发言人秦刚举行例行记者会，就绿洲被取消在华演出答记者问。当被记者提及演出取消是否因诺尔的背景审查，秦刚回答称“我也是从有关演出的举办方发表的声明中了解到有这样一个乐队，有这样一个演出计划。据演出举办方讲，演出的取消是由于举办方经济运作方面出现问题的原因。中方有关部门已经要求演出举办方提供进一步情况。”、“至于你提到的乐队的背景情况，该乐队在欧美也比较流行，你比我更了解，你也帮我做做家庭作业，提供其有关情况，这个乐队到底是什么样的乐队，有关歌手到底是什么样的人，我也很感兴趣。”
2009年4月诺尔接受华尔街日报采访时称，自己当年只是碰巧在纽约遇上那场演出，U2乐队、电台司令乐队和野兽男孩乐队都会参加，于是便在其他绿洲成员都不在的情况下以个人名义参演了，并不知道十多年后会造成这般风波。自己只是上台演奏音乐，对于西藏以及相关的政治问题一无所知。“最难过的还是买了票的人们。我从未去过中国大陆，现在我可能再也去不了也无法享受了。也许这就是我们能达到的最近的距离了吧。真是耻辱——国际政治真是个怪事。”
2017年利亚姆单飞巡演在北京和深圳顺利举行。2018年前绿洲成员安迪·贝尔 (Andy Bell) 携骑行乐队 (Ride) 在中国大陆巡演。据此推测其他绿洲成员应未受到禁令牵连。
事实上，曾参与过当年那场自由西藏演唱会的英国音速青年乐队 (Sonic Youth) 和冰岛著名艺人比约克 (Björk)分别于2007年和2008年在中国大陆举办演出。但2008年比约克在上海个人演唱会演出压轴歌曲《宣布独立》 (Declare Independence) 时，末尾高喊“西藏！西藏！”引发争议。她曾经在不同场合演唱该曲对政治事件表态，2008年在日本东京巡演的时候，就将这首歌献给刚刚宣布独立的科索沃。中国大陆政府是否因比约克事件开始缩紧艺人背景审查仍是个未知数。

### 解散後各自發展（2009-2024）

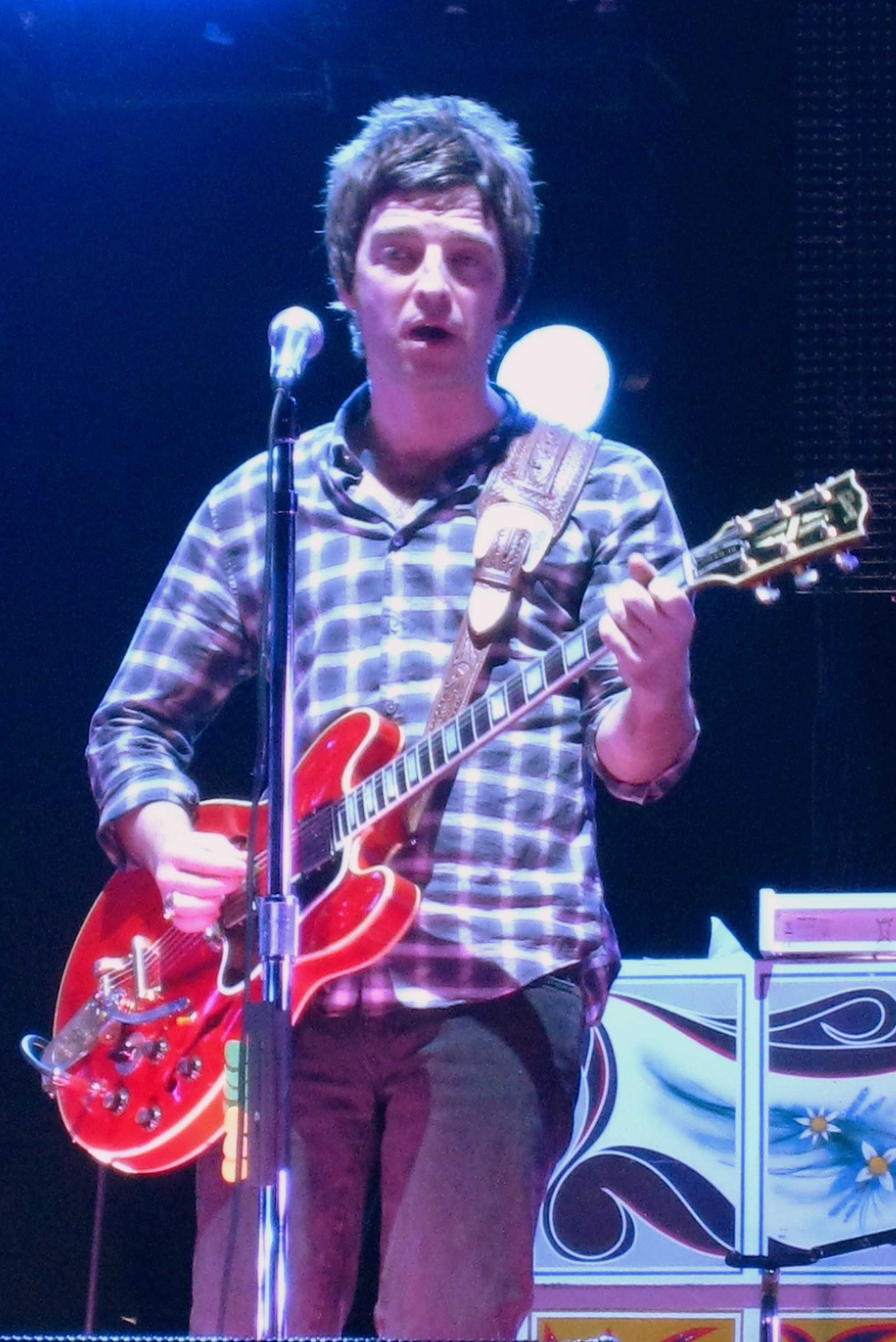
2008年，演奏中的諾爾·蓋勒格在蒙特婁貝爾中心。

2009年8月，一場巴黎附近舉行的演唱會上，開場數分鐘後便無預警地取消，據報導源自於Gallagher兄弟在後台發生的劇烈爭執。演唱會取消後2個小時，Noel在綠洲官網發言，敘述他在缺少經紀人和團員的支持和了解的情況下，使他現在不得不選擇其他出路，並且正式宣佈退出綠洲。另一方面，連恩表示他正準備在沒有Noel的情況下繼續發展的新綠洲，並不計畫解散。
在Noel退出後，同年十二月連恩（Liam）宣布他和其餘團員將以Beady Eye的名義重新出發。
2010年2月，綠洲在全英音樂獎獲頒【近代30年最佳專輯】，由連恩單獨領獎，在得獎感言中感謝Bonehead, McGuigan 和Alan White等過去成員，但並未提及諾爾。感言發表完畢後，連恩將獎座和麥克風丟給台下的觀眾，豁然離開。在之後的媒體發言中，連恩解釋其行為來自於媒體過度地報導有關他與諾爾所發生的爭執，因而想將注意力放在對其專輯做出貢獻的昔日夥伴上。

2011年2月，Beady Eye發行專輯《Different Gear, Still Speeding》，並獲得英國專輯排行榜第三名。
同年10月，由諾爾所組成的團體Noel Gallagher's High Flying Birds發行同名首張專輯。
在2012年夏季倫敦奧運會閉幕禮當中，Beady Eye受邀表演1995年的暢銷單曲 “Wonderwall”。
爾後，由於各種因素，連恩解散Beady Eye，並以個人名義開始發行唱片。

### 綠洲重組（2025）
2024年，綠洲合唱團宣布重組，並將在2025年舉行一系列全球巡演，首場演出於2025年7月4日在英國卡迪夫舉行。
然而就在重組首場演出前的7月1日，由於連恩一向支持的曼城足球俱樂部在比賽中輸給了來自亞洲的球隊沙特希拉爾足球俱樂部，連恩隨後在自己的X社交平台帳號上發佈帖文稱“Ching Chong”，該詞長久以來被認為是針對華裔的種族歧視貶義詞。即使該帖文目前已被刪除，連恩隨後發佈帖文道歉，但仍遭到中國與韓國粉絲的留言譴責和抵制。有中國粉絲向票務公司Ticketmaster成功申請退票，還有中國粉絲在演出現場舉起標語抗議。此前和連恩合作代言的知名奢侈品品牌博柏利（Burberry）也下架相關廣告片。

## 歷年專輯
- 絕對可能 （Definitely Maybe）－1994
- 晨光榮耀 （(What's the Story) Morning Glory?）－1995
- 全體集合（Be Here Now）－1997
- 超級B計畫 - B-Side單曲精選（The Masterplan）－1998
- 站在巨人的肩膀上（Standing on the Shoulder of Giants）－2000
- 異類效應（Heathen Chemistry）－2002
- 真實的謊言（Don't Believe the Truth）－2005
- 靈魂解放（Dig Out Your Soul）－2008

## 歷年成員
- 連恩·蓋勒格 （Liam Gallagher）─ 主唱、作曲（1991年─2009年，2024─至今）
- 諾爾·蓋勒格 （Noel Gallagher）─ 主吉他、合聲、主作曲、主唱（1991年─2009年，2024─至今）
- 格姆·阿切爾 （Gem Archer）─ 節奏吉他、鍵盤、主吉他、合聲、作曲（1999年─2009年，2024─至今）
- 安迪·貝爾 （Andy Bell）─ 貝斯、作曲、主吉他、鍵盤（1999年─2009年，2024─至今）
- 保羅·亞瑟斯 （Paul "Bonehead" Arthurs）─ 節奏吉他（1991年─1999年，2024─至今）
- 喬伊·沃倫克 （Joey Waronker）─ 鼓、打擊樂（2024─至今）
- 扎克·史達 （Zak Starkey）─ 鼓、打擊樂（2004年─2009年）
- 艾倫·懷特 （Alan White）─ 鼓、打擊樂（1995年─2004年）
- 保羅·麥克蓋根 （Paul "Guigsy" McGuigan）─ 貝斯（1991年─1999年）
- 東尼·麥卡羅 （Tony McCarroll）─ 鼓、打擊樂（1991年─1995年）
- 傑伊·達靈頓 （Jay Darlington）─ 鍵盤（2002年─2009年）
- 克里斯·夏洛克 （Chris Sharrock）─ 鼓、打擊樂（2008年─2009年）

## 獎項
1994年
- Q雜誌音樂獎（Q Award）

1995年
- 全英音樂獎（Brit Awards）
- Ivor Novello Award
- NME Awards

1996年
- 全英音樂獎
- NME Awards
- Q雜誌音樂獎
- MTV歐洲音樂大獎

1997年
- NME Awards
- Q雜誌音樂獎
- MTV歐洲音樂大獎

2000年
- Q雜誌音樂獎

2001年
- NME Award

2003年
- NME Awards

2005年
- NME Award
- Q雜誌音樂獎

2006年
- NME Awards

2007年
- Brit Awards - 全英音樂貢獻大獎

2010年
- Brit Awards －『近代30年最佳專輯』：《晨光榮耀》

## 外部連結
- 官方网站
- Oasis官方推特 （页面存档备份，存于）